# Trichopria biarticularta
Trichopria biarticularta is een vliesvleugelig insect uit de familie van de Diapriidae. De wetenschappelijke naam van de soort is voor het eerst geldig gepubliceerd in 1989 door Hilpert.